# Hermann Heinzel (Fußballspieler)

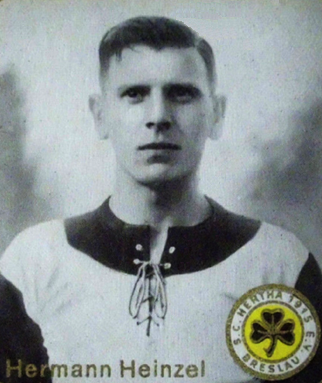
Hermann Heinzel

Hermann Heinzel (* 11. Februar 1910 in Breslau, Deutsches Reich; † 1. Mai 1945, Tschechoslowakei, Ostfront) war ein deutscher Fußballspieler. Heinzel spielte in den 1930er und 1940er Jahren für SC Hertha Breslau.
Im Alter von noch nicht einmal zwölf Jahren schloss sich Heinzel dem SC Hertha Breslau an und durchlief fortan alle Altersklassen der Jugendmannschaften. Dem Jugendalter entwachsen, rückte er in die erste Mannschaft.
Heinzel spielte in der Abwehr als rechter oder linker Außenverteidiger, wurde aber auch im defensiven Mittelfeld eingesetzt. Mit seinem Verein spielte er in der Gauliga Schlesien und mit deren Auswahl im Reichsbundpokal. Beispielsweise trat er als Mittelläufer am 22. November 1936 in Beuthen mit Schlesien an der Seite von Mitspielern wie Wilhelm Koppa, Fritz Langner und Richard Malik gegen Niedersachsen (1:2) an. 
1943 wurde er zur Wehrmacht eingezogen. Den Krieg selbst überlebte er nicht; im letzten Kriegsjahr fiel er an der Ostfront.